# Spaloumont
Spaloumont  est un hameau de la commune belge de Spa située en Région wallonne dans la province de Liège.
Avant la fusion des communes de 1977, Spaloumont faisait déjà partie de la commune de Spa.

## Situation
Ce hameau se situe sur la colline ou montagne d'Annette et Lubin surplombant le centre de Spa de plus de 70 m. On rejoint le hameau depuis le centre de Spa en gravissant la côte d'Annette et Lubin. Spaloumont se trouve aussi à l'extrémité de l'avenue Léopold II venant de Balmoral. 
Le cimetière de Spa, entouré de bois, se trouve à l'ouest de Spaloumont.

## Activités et tourisme
En 2005, un tout nouveau centre de « thermoludisme » voit le jour avec vue panoramique sur la ville. Il est directement relié par funiculaire au cœur de la ville et à un nouvel hôtel de luxe. Le sentier de grande randonnée 15 emprunte un petit chemin pentu suivant et croisant ce funiculaire.
Le centre de vacances Sol Cress se trouve à Spaloumont.
Le belvédère des Aigles et la fontaine des Yeux sont situés à l'ouest du hameau à proximité du cimetière.